# Emblème du Guatemala

Emblème du Guatemala. Texte central : Libertad 15 de septiembre de 1821 (Liberté, 15 septembre 1821).

L'emblème du Guatemala, œuvre du graveur suisse naturalisé guatémaltèque Jean-Baptiste Frener (1821-1892), a été adopté en 1871 par décision du président Miguel García Granados,.
Il comporte l'oiseau national, le quetzal, symbole de la liberté. Au centre, on peut voir un parchemin où figure la date d'indépendance de l'Amérique centrale par rapport à l'Espagne, le 15 septembre 1821 ; il est porté par deux fusils croisés, avec des baïonnettes qui indiquent la volonté de défendre les intérêts du Guatemala si nécessaire ; derrière, deux épées croisées symbolisent l'honneur. Une couronne de laurier symbolisant la victoire entoure le tout.

## Historique des blasons

1823–1838 (République fédérale d'Amérique centrale)
1825–1843
1843–1851
1851–1858
1858–1871
1871–1968
Depuis 1968